# Harmochirus elegans
Harmochirus elegans är en spindelart som först beskrevs av George William Peckham och Elizabeth Maria Gifford Peckham 1903.  Harmochirus elegans ingår i släktet Harmochirus och familjen hoppspindlar. Inga underarter finns listade i Catalogue of Life.